# OSS i olympiska vinterspelen 1992
Sovjet-länderna, inte balt-länderna, deltog i olympiska vinterspelen 1992 under namnet OSS (Oberoende Staters Samvälde). 

## Medaljer

### Guld
- Skidskytte:
  - 20 km herrar: Jevgenij Redkin
  - 7,5 km damer: Anfisa Reztsova
- Längdskidåkning
  - 15 km masstart damer: Ljubov Jegorova
  - Stafett damer: Jelena Välbe, Raisa Smetanina, Larisa Lazutina och Ljubov Jegorova
  - 15 km jaktart damer: Ljubov Yegorova
- Konståkning
  - Isdans: Marina Klimova och Sergej Ponomarenko
  - Herrar: Viktor Petrenko
  - Par: Natalia Misjkutenok och Artur Dmitriev

- Ishockey
  - Herrarnas turnering: Sergej Bautin, Igor Boldin, Nikolaj Borstjevskij, Vjatjeslav Butsajev, Vjatjeslav Bykov,  Jevgenij Davydov, Aleksej Zjitnik, Darius Kasparaitis, Nikolaj Chabibulin, Jurij Chmyljov, Andrej Chomutov, Andrej Kovalenko, Aleksej Kovaljov, Igor Kravtjuk, Vladimir Malachov, Dimitrij Mironov, Sergej Petrenko, Vitalij Prochorov, Michail Sjtalenkov, Andrej Trefilov, Dmitrij Jusjkevitj, Aleksej Zjamnov, Sergej Zubov

### Silver
- Skidskytte:
  - 15 km damer: Svetlana Petjerskaja
  - Stafett herrar: Valerij Medvedtsev, Aleksandr Popov, Valerij Kirijenko och Sergej Tjepikov

- Längdskidåkning
  - 5 km damer: Ljubov Jegorova
  - 30 km damer: Ljubov Jegorova

- Konståkning
  - Par: Elena Betjke och Denis Petrov

- Freestyle
  - Puckelpist damer: Jelizaveta Kozjevnikova

### Brons
- Skidskytte:
  - Stafett damer: Jelena Belova, Anfisa Reztsova och Jelena Melnikova
  - 7,5 km damer: Jelena Belova

- Längdskidåkning
  - 5 km damer: Jelena Välbe
  - 10 km damer: Jelena Välbe
  - 15 km damer: Jelena Välbe
  - 30 km damer: Jelena Välbe

- Konståkning
  - Isdans: Maja Usova och Aleksandr Zjulin

- Short Track
  - 3000 m stafett: Julia Alagulova, Natalia Issakova, Viktoria Troitskaja och Julia Vlasova